# Julianne Moore
Julianne Moore (născută Julie Anne Smith, n. 3 decembrie 1960, Fort Liberty, Comitatul Cumberland, Carolina de Nord, Carolina de Nord, SUA) este o actriță americano-britanică.

## Biografie

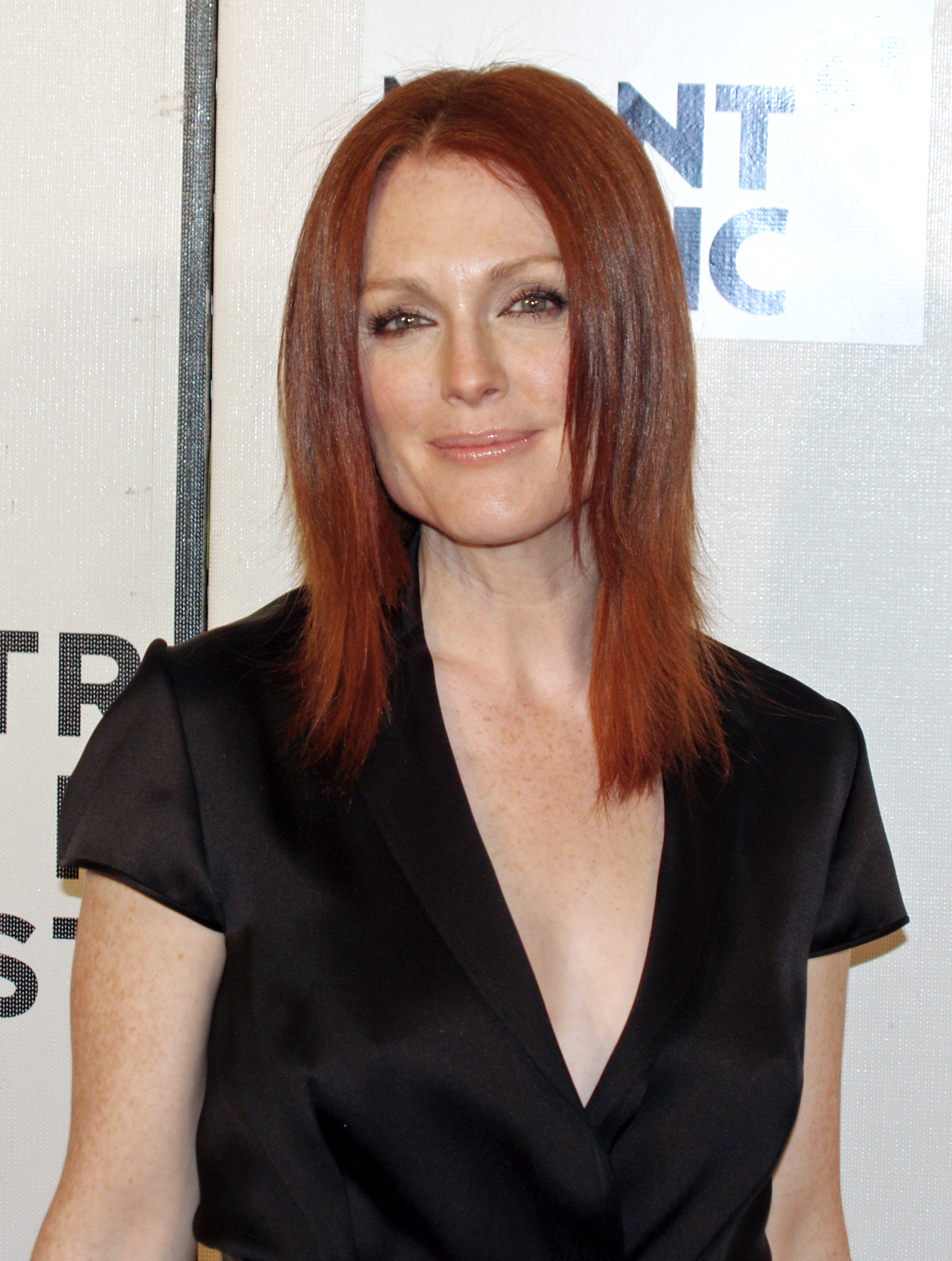
Moore la premiera Savage Grace în 2008

Julie Anne Smith s-a născut pe 3 decembrie 1960 în Fort Bragg, statul Carolina de Nord, Statele Unite. Tatăl său, Peter Moore Smith, făcea parte din trupele speciale ale Armatei Statelor Unite, ajungând mai târziu și până la gradul de colonel și devenind judecător militar. Mama sa, Anne (născută Love; 1940–2009), a fost psiholog și lucrător social din Greenock, Scoția, care a emigrat în Statele United State în 1950, pe când era copil. Julianne are o soră mai mică, Valerie, și un frate mai mic, romancierul Peter Moore Smith.
Ea se consideră pe jumătate scoțiană și a cerut cetățenie britanică în 2011, în cinstea mamei sale decedate.

## Filmografie

### Film
| An   | Titlu                                 | Rol                    | Note                                        |
| ---- | ------------------------------------- | ---------------------- | ------------------------------------------- |
| 1990 | Tales from the Darkside: The Movie    | Susan                  |                                             |
| 1992 | The Hand That Rocks the Cradle        | Marlene Craven         |                                             |
| 1992 | The Gun in Betty Lou's Handbag        | Elinor                 |                                             |
| 1993 | Body of Evidence                      | Sharon Dulaney         |                                             |
| 1993 | Benny & Joon                          | Ruthie                 |                                             |
| 1993 | The Fugitive                          | Dr. Anne Eastman       |                                             |
| 1993 | Short Cuts                            | Marian Wyman           |                                             |
| 1994 | Vanya on 42nd Street                  | Yelena                 |                                             |
| 1995 | Safe                                  | Carol White            |                                             |
| 1995 | Roommates                             | Beth Holzcek           |                                             |
| 1995 | Nine Months                           | Rebecca Taylor         |                                             |
| 1995 | Assassins                             | Electra                |                                             |
| 1996 | Surviving Picasso                     | Dora Maar              |                                             |
| 1997 | Chicago Cab                           | Distraught Woman       |                                             |
| 1997 | Boogie Nights                         | Amber Waves            |                                             |
| 1997 | The Myth of Fingerprints              | Mia                    |                                             |
| 1997 | The Lost World: Jurassic Park         | Dr. Sarah Harding      |                                             |
| 1998 | The Big Lebowski                      | Maude Lebowski         |                                             |
| 1998 | Psycho                                | Lila Crane             |                                             |
| 1999 | Cookie's Fortune                      | Cora Duvall            |                                             |
| 1999 | An Ideal Husband                      | Mrs. Laura Cheveley    |                                             |
| 1999 | A Map of the World                    | Theresa Collins        |                                             |
| 1999 | The End of the Affair                 | Sarah Miles            |                                             |
| 1999 | Magnolia                              | Linda Partridge        |                                             |
| 2000 | The Ladies Man                        | Audrey                 |                                             |
| 2001 | Hannibal                              | Agent Clarice Starling |                                             |
| 2001 | Evolution                             | Dr. Allison Reed       |                                             |
| 2001 | The Shipping News                     | Wavey Prowse           |                                             |
| 2001 | World Traveler                        | Dulcie                 |                                             |
| 2002 | Far from Heaven                       | Cathy Whitaker         |                                             |
| 2002 | The Hours                             | Laura Brown            |                                             |
| 2004 | Marie and Bruce                       | Marie                  | de asemenea și producător executiv          |
| 2004 | Laws of Attraction                    | Audrey Woods           |                                             |
| 2004 | The Forgotten                         | Telly Paretta          |                                             |
| 2005 | The Prize Winner of Defiance, Ohio    | Evelyn Ryan            |                                             |
| 2005 | Trust the Man                         | Rebecca                |                                             |
| 2006 | Freedomland                           | Brenda Martin          |                                             |
| 2006 | Children of Men                       | Julian                 |                                             |
| 2007 | Next                                  | Callie Ferris          |                                             |
| 2007 | I'm Not There                         | Alice Fabian           |                                             |
| 2007 | Savage Grace                          | Barbara Daly Baekeland |                                             |
| 2008 | Eagle Eye                             | ARIIA                  | Voce necreditată                            |
| 2008 | Blindness                             | Doctor's Wife          |                                             |
| 2009 | The Private Lives of Pippa Lee        | Kat                    |                                             |
| 2009 | A Single Man                          | Charlotte (Charley)    |                                             |
| 2009 | Chloe                                 | Dr. Catherine Stewart  |                                             |
| 2010 | Elektra Luxx                          | Fecioara Maria         | necreditată                                 |
| 2010 | Shelter                               | Cara Harding-Jessup    | Aka 6 Souls                                 |
| 2010 | The Kids Are All Right                | Jules Allgood          |                                             |
| 2011 | Crazy, Stupid, Love.                  | Emily Weaver           |                                             |
| 2012 | Being Flynn                           | Jody Flynn             |                                             |
| 2012 | What Maisie Knew                      | Susanna                |                                             |
| 2013 | Movie 43                              | Mama                   | Segmentul: Find Our Daughter Deleted sketch |
| 2013 | The English Teacher                   | Linda Sinclair         |                                             |
| 2013 | Don Jon                               | Esther                 |                                             |
| 2013 | Carrie                                | Margaret White         |                                             |
| 2014 | Non-Stop                              | Jen Summers            |                                             |
| 2014 | Maps to the Stars                     | Havana Segrand         |                                             |
| 2014 | Still Alice                           | Dr. Alice Howland      |                                             |
| 2014 | The Hunger Games: Mockingjay – Part 1 | Președintele Alma Coin |                                             |
| 2015 | Seventh Son                           | Mother Malkin          |                                             |
| 2015 | The Hunger Games: Mockingjay – Part 2 | President Alma Coin    | Post-producție                              |
| 2015 | Freeheld                              | Laurel Hester          | Post-producție                              |
| 2015 | Maggie's Plan                         |                        | Filmare                                     |
| 2017 | Kingsman: Cercul de Aur               | Poppy Adams            |                                             |

### Televiziune
| An              | Titlu                | Rol                           | Note                                       |
| --------------- | -------------------- | ----------------------------- | ------------------------------------------ |
| 1984            | The Edge of Night    | Carmen Engler                 | 1 episod                                   |
| 1985–1988; 2010 | As the World Turns   | Frannie Hughes Sabrina Hughes | serial TV                                  |
| 1987            | I'll Take Manhattan  | India West                    | miniserial TV                              |
| 1989            | Money, Power, Murder | Peggy Lynn Brady              |                                            |
| 1991            | The Last to Go       | Marcy                         |                                            |
| 1991            | Cast a Deadly Spell  | Connie Stone                  |                                            |
| 1998            | Saturday Night Live  | Ea însăși (host)              | Episodul: "Julianne Moore/Backstreet Boys" |
| 2009–2013       | 30 Rock              | Nancy Donovan                 | 6 episoade                                 |
| 2012            | Game Change          | Sarah Palin                   |                                            |

### Jocuri video
| An   | Titlu                       | Rol               | Note |
| ---- | --------------------------- | ----------------- | ---- |
| 1997 | Jurassic Park: Chaos Island | Dr. Sarah Harding | Voce |